# Gijs Van Hoecke
Gijs Van Hoecke (Gand, 12 novembre 1991) è un pistard e ciclista su strada belga che corre per il team Intermarché-Wanty. Professionista dal 2012, nello stesso anno ha vinto il titolo mondiale nell'americana in coppia con Kenny De Ketele.

## Palmarès

### Pista
- 2011

1ª prova Coppa del mondo 2011-2012, Scratch (Astana)
- 2012

Campionati belgi, Omnium
Campionati del mondo, Americana (con Kenny De Ketele)
- 2013

Sei giorni di Amsterdam (con Kenny Dehaes)

### Strada
- 2009 (Juniores)

Classifica generale Giro della Toscana
- 2014 (Topsport Vlaanderen, una vittoria)

Internationale Wielertrofee Jong Maar Moedig

#### Altri successi
- 2015 (Topsport Vlaanderen)

Classifica combattività Eneco Tour

## Piazzamenti

### Grandi Giri
- Giro d'Italia

2018: 122º
2025: 153º

### Classiche monumento
- Milano-Sanremo

2018: 88º
2019: 99º
2021: 139º
2022: 134º
2024: 144º
- Giro delle Fiandre

2013: 112º
2015: 104º
2016: 30º
2017: 115º
2019: 119º
2020: 42º
2021: ritirato
2022: ritirato
2025: ritirato
- Parigi-Roubaix

2015: 88º
2016: 21º
2017: ritirato
2019: ritirato
2021: ritirato
2022: 98º
2024: ritirato
2025: 68º

### Competizioni mondiali
- Campionati del mondo su pista

Città del Capo 2008 - Americana Jun.: 2º
Apeldoorn 2009 - Americana Jun.: 2º
Apeldoorn 2011 - Omnium: 3º
Apeldoorn 2011 - Inseguimento a squadre: 8º
Melbourne 2012 - Inseguimento a squadre: 6º
Melbourne 2012 - Omnium: 9º
Melbourne 2012 - Americana: vincitore
Minsk 2013 - Americana: 8º
Minsk 2013 - Inseguimento a squadre: 7º
- Campionati del mondo su strada

Valkenburg 2012 - Cronosquadre: 25º
Valkenburg 2012 - In linea Under-23: 38º
Toscana 2013 - Cronosquadre: 22º
Ponferrada 2014 - Cronosquadre: 17º
Bergen 2017 - Cronosquadre: 7º
- Giochi olimpici

Londra 2012 - Inseg. a squadre: 9º
Londra 2012 - Omnium: 15º

### Competizioni europee
- Campionati europei su strada

Olomuc 2013 - In linea Under-23: 27°
- Campionati europei su pista

San Pietroburgo 2010 - Omnium Under-23: 2º
Pruszków 2010 - Omnium: 8º
Anadia 2012 - Inseguimento a squadre Under-23: 3º
Anadia 2012 - Inseguimento individuale Under-23: 4º
Anadia 2012 - Corsa a punti Under-23: 4º
Anadia 2012 - Americana Under-23: 2º
Apeldoorn 2013 - Americana: 3º